# Vandeleuria
Vandeleuria — невеликий рід гризунів з Азії, який складається лише з трьох видів. Це єдиний представник триби Vandeleurini.

## Морфологічна характеристика
Довжина голови й тулуба від 55 до 85 мм, довжина хвоста від 90 до 130 мм, вага до 10 грамів. Волосяний покрив довгий і шовковистий. Вуха довгі й овальні. Мізинець руки значно зменшений і оснащений нігтем, як і вказівний, значно коротшим за два центральні пальці. П'ятий палець ноги без кігтів. Великий палець ноги повністю протиставляється і також без кігтя. Хвіст значно довший за голову і тулуб, він густо вкритий волоссям, але не чіпкий.

## Поширення
Рід поширений на Індійському субконтиненті та в Індокитаї.